# Joanna David
Joanna David, född 17 januari 1947 i Lancaster, Lancashire, är en brittisk skådespelare.

## Biografi
Davids första stora tv-roll var Elinor Dashwood i BBC:s dramatisering av Förnuft och känsla 1971. Ett år senare gjorde hon Sonja i Krig och fred, och 1978 spelade hon huvudrollen i filmatiseringen av Daphne du Mauriers roman Rebecca, mot Jeremy Brett. Den rollen skulle hennes dotter Emilia Fox komma att spela tjugo år senare. 
Hon har ofta spelat roller som är blyga (Sonja den fattiga kusinen i Krig och fred, 1972), offer (Emma, en plikttrogen dotter i Miss Marple, avsnittet 4.50 från Paddington, 1987) eller ledsna (Susan en sörjande mor i ett avsnitt av Kommissarie Morse, 1991). 
Successivt har hon övergått till mer mogna roller som exempelvis Mrs Gardiner i BBC:s inspelning av Stolthet och fördom  från 1995 (tillsammans med dottern Emilia som Georgiana Darcy). 2005 spelade hon Mrs Badger i Bleak House.
På scen har hon bland annat spelat mot Derek Jacobi i Breaking the Code 1986. Hon har också medverkat i film, radioteater och läst in ett flertal ljudböcker.
David har varit tillsammans med skådespelaren Edward Fox sedan 1971, de gifte sig 2004 och har en dotter, skådespelaren Emilia Fox och en son, Frederick Fox.

## Filmografi i urval
- 1971 – Förnuft och känsla (TV-serie)
- 1972 – Krig och fred (TV-serie)
- 1975 – Ballet shoes (TV-serie)
- 1978 – Rebecca (TV-serie)
- 1982 – Fame is the Spur (TV-serie)
- 1985 – Anna Karenina
- 1986 – Det stora spelet (TV-serie)
- 1989 – Prins Caspian och skeppet Gryningen (TV-serie)
- 1994 – The Memoirs of Sherlock Holmes (TV-serie)
- 1995 – Stolthet och fördom (TV-serie)
- 1997 – The Mill on the Floss (TV-serie)
- 2001 – The Way We Live Now (TV-serie)
- 2002 – Forsytesagan (TV-serie)
- 2004 – Karl för sin kilt (TV-serie)
- 2005 – Bleak House (TV-serie)